# Pärlbåtar
Pärlbåtar (Nautilidae) är en familj i klassen bläckfiskar med två släkten (Nautilus och Allonautilus) som tillsammans innefattar sex nu levande arter. Till skillnad från andra bläckfiskar har pärlbåtarna ett yttre skal som är fyllt med luft och genom detta kan djuren hålla sig svävande i vattnet.

## Kännetecken
Pärlbåtarnas skal är i tvärsnitt spiralformat och bestående av flera kammare. Kamrarna är åtskilda från varandra genom skiljeväggar, septum. Djuret självt bebor bara den yttersta kammaren. Centralt genom kamrarna löper ett rör, siphunculus. Genom detta kan djuret förändra trycket inne i skalet och på så vis reglera sin flytförmåga så att det antingen stiger uppåt eller sjunker nedåt i vattnet. Storleken på skalet är 16–20 centimeter i diameter, men för vissa arter har skal av individer med en storlek på upp emot 25 centimeter eller strax däröver hittats. Pärlbåtarna har i jämförelse med andra bläckfiskar enkla ögon och många tentakler, hos fullvuxna honor upp till 90 stycken.

## Utbredning
Pärlbåtar förekommer i tropiska vatten i västra Stilla havet och i östra Indiska oceanen.

## Levnadssätt
Pärlbåtarnas föda består av räkor och andra kräftdjur och små fiskar som de fångar med sina tentakler. De håller under dagen vanligen till på flera hundra meters djup och kan gå ner på mer än 600 meters djup. På natten kan de stiga upp närmare ytan.